# Metafysisk naturalism
Metafysisk naturalism är antagandet att allting som existerar har naturliga förklaringar och att inget övernaturligt existerar. Filosofen Paul Draper definierar metafysisk naturalism som "hypotesen att naturen är ett slutet system, allt som inte är en del av naturen påverkar inte den".
Det finns många variationer av metafysisk naturalism. De vanligaste är fysikalism (även kallat materialism) och pluralism. Fysikalister menar att allt i universum kan beskrivas fysikaliskt inom tid och rum. Exempel på fysikalistiska filosofer är Daniel Dennett och Paul Churchland. Pluralism är ståndpunkten att det existerar s.k abstrakta objekt utanför rumtiden. Som exempel på abstrakta objekt ges ibland matematisk sanning och qualia. Bland pluralister (även dualister) är David Chalmers och Michael Martin ledande. 